# Andre Iguodala
Andre Tyler Iguodala, né le 28 janvier 1984 à Springfield dans l'Illinois, est un joueur américain de basket-ball évoluant au poste d'ailier. Il est All-Star en 2012 et est nommé à deux reprises dans la All-Defensive Team (deuxième équipe en 2012, première équipe en 2014, récompensant les meilleurs défenseurs de la saison).

## Biographie
Né d'un père nigérian, il mesure 1,98 m pour 94 kg. Il est choisi par les 76ers de Philadelphie en 9e position lors de la draft 2004. En 2005, il est élu MVP du Rookie Game, avec les sophomores, ayant rendu une feuille de 26 points et 13 rebonds.
Après le départ d'Allen Iverson pour Denver, il devient le principal joueur des Sixers. Joueur athlétique, il est notamment connu pour ses dunks et ses qualités de créateur de jeu. Il est également reconnu comme l'un des meilleurs défenseurs de la ligue.
En août 2012, il est envoyé aux Nuggets de Denver dans le cadre des plusieurs échanges entre le Magic d'Orlando, les Lakers de Los Angeles, les Nuggets, et les Sixers, échange qui a notamment permis l'arrivée du pivot Dwight Howard aux Lakers, et celle d'un autre pivot, Andrew Bynum aux Sixers, prenant de fait la place de franchise player laissée par le départ d'Iguodala.
En juillet 2013, après presque un an passé à la franchise de Denver, André Iguodala rejoint les Warriors de Golden State dans un échange impliquant son ancienne équipe mais aussi le Jazz de l'Utah.
En juin 2015, après avoir remporté le titre avec les Warriors de Golden State 4-2 face aux Cavaliers de Cleveland de LeBron James, il est récompensé du titre de MVP des Finales, devenant le premier joueur à recevoir cette distinction en ayant joué toute la saison régulière en tant que remplaçant.
En juin 2017, il gagne son second titre de sa carrière avec une nouvelle fois les Warriors face à Cleveland et LeBron James.
Le 1er juillet 2019, il est envoyé aux Grizzlies de Memphis. Le retrait de numéro 9 par les Warriors de Golden State est par ailleurs dans les cartons.
Le 5 février 2020, il est échangé au Heat de Miami contre Justise Winslow et signe dans la foulée une prolongation de 30 millions de dollars sur deux ans.
Il fait son retour aux Warriors de Golden State en août 2021.
Iguodala annonce sa retraite en octobre 2023, après 19 ans de carrière en NBA.
En novembre 2023, Iguodala est nommé directeur exécutif par intérim de l'Association des joueurs de la NBA (National Basketball Players Association, NBPA). Il remplace Tamika Tremaglio.

## Palmarès

### NBA
- 4× Champion NBA 2015, 2017, 2018 et 2022 avec les Warriors de Golden State.
- Champion de la Conférence Ouest en 2015, 2016, 2017, 2018, 2019 et 2022 avec les Warriors de Golden State.
- Champion de la Conférence Est en 2020 avec le Heat de Miami.
- Champion de la Division Pacifique en 2015, 2016, 2017 , 2018 et 2019 avec les Warriors de Golden State.

### Sélection nationale
- Médaillé d'or au Championnat du monde 2010 en Turquie.
- Médaillé d'or aux Jeux olympiques d'été de 2012 à Londres.

### Distinctions personnelles
- MVP des Finales NBA 2015.
- Sélectionné au NBA All-Star Game en 2012.
- MVP du Rookie Game lors du NBA All-Star Week-end 2005.
- NBA All-Rookie First Team en 2005.
- All-NBA Defensive Second Team en 2011.
- All-NBA Defensive First Team en 2014
- 9e meilleur marqueur de l'histoire des 76ers de Philadelphie (au terme de la saison 2011-2012).

## Statistiques
gras = ses meilleures performances

### Universitaires
| Saison    | Équipe  | Matchs | Titul. | Min./m | % Tir | % 3pts | % LF | Rbds/m. | Pass/m. | Int/m. | Ctr/m. | Pts/m. |
| --------- | ------- | ------ | ------ | ------ | ----- | ------ | ---- | ------- | ------- | ------ | ------ | ------ |
| 2002-2003 | Arizona | 32     | 5      | 19,2   | 38,1  | 20,5   | 67,0 | 4,88    | 2,03    | 1,50   | 0,56   | 6,44   |
| 2003-2004 | Arizona | 30     | 30     | 32,1   | 45,1  | 31,5   | 78,8 | 8,60    | 4,90    | 1,60   | 0,37   | 12,93  |
| Total     | Total   | 62     | 35     | 25,4   | 42,4  | 27,4   | 73,8 | 6,68    | 3,42    | 1,55   | 0,47   | 9,58   |

### Professionnelles
Légende :
| Champion NBA | Leader de la ligue | Titre MVP des finales NBA |

Les tableaux suivants présentent les statistiques individuelles d'Andre Iguodala pendant sa carrière professionnelle

#### Saison régulière
| Saison        | Équipe        | Matchs | Titul. | Min./m | % Tir | % 3pts | % LF | Rbds/m. | Pass/m. | Int/m. | Ctr/m. | Pts/m. |
| ------------- | ------------- | ------ | ------ | ------ | ----- | ------ | ---- | ------- | ------- | ------ | ------ | ------ |
| 2004-2005     | Philadelphie  | 82     | 82     | 32,8   | 49,3  | 33,1   | 74,3 | 5,66    | 3,00    | 1,68   | 0,59   | 9,04   |
| 2005-2006     | Philadelphie  | 82     | 82     | 37,6   | 50,0  | 35,4   | 75,4 | 5,87    | 3,11    | 1,65   | 0,26   | 12,28  |
| 2006-2007     | Philadelphie  | 76     | 76     | 40,3   | 44,7  | 31,0   | 82,0 | 5,71    | 5,68    | 2,00   | 0,43   | 18,24  |
| 2007-2008     | Philadelphie  | 82     | 82     | 39,5   | 45,6  | 32,9   | 72,1 | 5,44    | 4,77    | 2,09   | 0,60   | 19,88  |
| 2008-2009     | Philadelphie  | 82     | 82     | 39,9   | 47,3  | 30,7   | 72,4 | 5,74    | 5,29    | 1,60   | 0,44   | 18,79  |
| 2009-2010     | Philadelphie  | 82     | 82     | 38,9   | 44,3  | 31,0   | 73,3 | 6,45    | 5,76    | 1,72   | 0,67   | 17,09  |
| 2010-2011     | Philadelphie  | 67     | 67     | 36,8   | 44,5  | 33,7   | 69,3 | 5,78    | 6,30    | 1,51   | 0,57   | 14,10  |
| 2011-2012*    | Philadelphie  | 62     | 62     | 35,6   | 45,3  | 39,4   | 61,7 | 6,15    | 5,47    | 1,73   | 0,48   | 12,44  |
| 2012-2013     | Denver        | 80     | 80     | 34,7   | 45,1  | 31,7   | 57,4 | 5,29    | 5,41    | 1,74   | 0,65   | 12,97  |
| 2013-2014     | Golden State  | 63     | 63     | 32,4   | 48,0  | 35,4   | 65,2 | 4,65    | 4,16    | 1,51   | 0,29   | 9,33   |
| 2014–2015     | Golden State  | 77     | 0      | 26,9   | 46,6  | 34,9   | 59,6 | 3,34    | 2,96    | 1,16   | 0,32   | 7,84   |
| 2015-2016     | Golden State  | 65     | 1      | 26,6   | 47,8  | 35,1   | 61,4 | 4,05    | 3,37    | 1,12   | 0,29   | 7,03   |
| 2016-2017     | Golden State  | 76     | 0      | 26,3   | 52,8  | 36,2   | 70,6 | 4,00    | 3,40    | 1,00   | 0,50   | 7,60   |
| 2017-2018     | Golden State  | 64     | 7      | 25,4   | 46,3  | 28,2   | 63,2 | 3,84    | 3,28    | 0,84   | 0,59   | 6,00   |
| 2018-2019     | Golden State  | 68     | 13     | 23,2   | 50,0  | 33,3   | 58,2 | 3,71    | 3,18    | 0,90   | 0,75   | 5,72   |
| 2019-2020     | Miami         | 21     | 0      | 19,9   | 43,2  | 29,8   | 40,0 | 3,71    | 2,43    | 0,67   | 1,00   | 4,57   |
| 2020-2021     | Miami         | 63     | 5      | 21,2   | 38,3  | 33,0   | 65,8 | 3,51    | 2,25    | 0,90   | 0,56   | 4,37   |
| 2021-2022     | Golden State  | 31     | 0      | 19,4   | 38,0  | 33,0   | 75,0 | 3,20    | 3,70    | 0,60   | 0,70   | 4,00   |
| Total         | Total         | 1223   | 784    | 32,2   | 46,3  | 33,0   | 70,9 | 4,90    | 4,20    | 1,40   | 0,50   | 11,00  |
| All-Star Game | All-Star Game | 1      | 0      | 14,0   | 85,7  | 0,0    | 0,0  | 4,00    | 2,00    | 1,00   | 1,00   | 12,0   |

Note : * Cette saison a été réduite de 82 à 66 matchs en raison du lock-out.

Mise à jour le 14 mai 2021

#### Playoffs
| Saison | Équipe       | Matchs | Titul. | Min./m | % Tir | % 3pts | % LF | Rbds/m. | Pass/m. | Int/m. | Ctr/m. | Pts/m. |
| ------ | ------------ | ------ | ------ | ------ | ----- | ------ | ---- | ------- | ------- | ------ | ------ | ------ |
| 2005   | Philadelphie | 5      | 5      | 38,4   | 46,5  | 33,3   | 50,0 | 4,60    | 3,00    | 2,80   | 1,00   | 9,80   |
| 2008   | Philadelphie | 6      | 6      | 39,0   | 33,3  | 14,3   | 72,1 | 4,83    | 5,00    | 2,33   | 0,17   | 13,17  |
| 2009   | Philadelphie | 6      | 6      | 44,8   | 44,9  | 39,3   | 65,2 | 6,33    | 6,67    | 1,83   | 0,00   | 21,50  |
| 2011   | Philadelphie | 5      | 5      | 36,4   | 42,3  | 21,4   | 71,4 | 7,00    | 6,80    | 1,00   | 0,40   | 11,40  |
| 2012   | Philadelphie | 13     | 13     | 38,9   | 38,4  | 38,8   | 58,9 | 5,69    | 3,69    | 1,46   | 0,38   | 12,92  |
| 2013   | Denver       | 6      | 6      | 40,6   | 50,0  | 48,3   | 72,0 | 8,00    | 5,33    | 2,00   | 0,33   | 18,00  |
| 2014   | Golden State | 7      | 7      | 35,5   | 51,6  | 53,3   | 60,6 | 4,71    | 4,43    | 1,29   | 0,29   | 13,14  |
| 2015   | Golden State | 21     | 3      | 30,2   | 47,4  | 35,4   | 41,5 | 4,48    | 3,57    | 1,19   | 0,33   | 10,38  |
| 2016   | Golden State | 24     | 3      | 32,0   | 47,6  | 38,5   | 56,1 | 4,38    | 3,75    | 1,21   | 0,42   | 8,88   |
| 2017   | Golden State | 16     | 0      | 26,2   | 45,5  | 19,0   | 57,7 | 4,06    | 3,19    | 0,88   | 0,44   | 7,19   |
| 2018   | Golden State | 15     | 12     | 26,8   | 49,4  | 37,8   | 70,6 | 4,53    | 2,73    | 1,40   | 0,47   | 8,13   |
| 2019   | Miami        | 21     | 15     | 30,0   | 49,4  | 35,0   | 37,8 | 4,33    | 3,95    | 1,14   | 1,10   | 9,81   |
| 2020   | Miami        | 21     | 0      | 19,5   | 46,2  | 35,9   | 71,4 | 2,57    | 1,48    | 0,81   | 0,62   | 3,76   |
| 2021   | Miami        | 4      | 0      | 17,8   | 54,5  | 42,9   | 0,0  | 3,00    | 1,25    | 1,00   | 0,50   | 3,75   |
| 2022   | Golden State | 7      | 0      | 8,8    | 44,4  | 33,3   | 66,7 | 1,00    | 1,70    | 0,00   | 0,30   | 1,60   |
| Total  | Total        | 177    | 81     | 29,8   | 45,8  | 35,5   | 58,3 | 4,40    | 3,56    | 1,28   | 0,51   | 9,40   |

Mise à jour le 21 juin 2021

## Records sur une rencontre en NBA
Les records personnels d'Andre Iguodala en NBA sont les suivants, :
| Type de statistique        | Saison régulière | Saison régulière          | Saison régulière | Playoffs | Playoffs                   | Playoffs      |
| Type de statistique        | Record           | Adversaire                | Date             | Record   | Adversaire                 | Date          |
| -------------------------- | ---------------- | ------------------------- | ---------------- | -------- | -------------------------- | ------------- |
| Points                     | 34               | @ Cavaliers de Cleveland  | 24 janvier 2007  | 29       | Magic d'Orlando            | 24 avril 2009 |
| Paniers marqués            | 15               | @ Suns de Phoenix         | 1er mars 2008    | 10       | 3 fois                     | 3 fois        |
| Paniers tentés             | 25               | 2 fois                    | 2 fois           | 23       | @ Magic d'Orlando          | 19 avril 2009 |
| Paniers à 3 points réussis | 7                | @ 76ers de Philadelphie   | 4 novembre 2013  | 5        | 2 fois                     | 2 fois        |
| Paniers à 3 points tentés  | 11               | @ 76ers de Philadelphie   | 4 novembre 2013  | 9        | @ Cavaliers de Cleveland   | 11 juin 2015  |
| Lancers francs réussis     | 14               | @ Clippers de Los Angeles | 31 décembre 2008 | 10       | @ Magic d'Orlando          | 28 avril 2009 |
| Lancers francs tentés      | 17               | 2 fois                    | 2 fois           | 13       | 2 fois                     | 2 fois        |
| Rebonds offensifs          | 5                | 6 fois                    | 6 fois           | 4        | 2 fois                     | 2 fois        |
| Rebonds défensifs          | 13               | @ Bucks de Milwaukee      | 22 novembre 2006 | 10       | Warriors de Golden State   | 20 avril 2013 |
| Rebonds totaux             | 17               | Knicks de New York        | 15 mars 2010     | 12       | 2 fois                     | 2 fois        |
| Passes décisives           | 16               | Knicks de New York        | 4 février 2011   | 11       | Magic d'Orlando            | 26 avril 2009 |
| Interceptions              | 6                | 3 fois                    | 3 fois           | 5        | 2 fois                     | 2 fois        |
| Contres                    | 4                | 5 fois                    | 5 fois           | 4        | @ Raptors de Toronto       | 10 juin 2019  |
| Balles perdues             | 10               | @ Raptors de Toronto      | 12 avril 2009    | 7        | @ Warriors de Golden State | 28 avril 2013 |
| Minutes jouées             | 52               | Celtics de Boston         | 13 janvier 2006  | 47       | @ Magic d'Orlando          | 28 avril 2009 |

- Double-double : 87 (dont 6 en playoffs)
- Triple-double : 9

Dernière mise à jour : 16 juillet 2022

## Revenus

### Salaires
| Année       | Équipe       | Salaire       |
| ----------- | ------------ | ------------- |
| 2004-2005   | Philadelphie | 1 914 480 $   |
| 2005-2006   | Philadelphie | 2 058 000 $   |
| 2006-2007   | Philadelphie | 2 201 640 $   |
| 2007-2008   | Philadelphie | 2 804 889 $   |
| 2008-2009   | Philadelphie | 11 300 000 $  |
| 2009-2010   | Philadelphie | 12 200 000 $  |
| 2010-2011   | Philadelphie | 12 345 250 $  |
| 2011-2012   | Philadelphie | 13 531 750 $  |
| 2012-2013   | Denver       | 14 968 250 $  |
| 2013-2014   | Warriors     | 12 868 632 $  |
| 2014-2015   | Warriors     | 12 289 544 $  |
| 2015-2016   | Warriors     | 11 710 456 $  |
| 2016-2017   | Warriors     | 11 131 368 $  |
| 2017-2018   | Warriors     | 14 814 815 $  |
| 2018-2019   | Warriors     | 16 000 000 $  |
| 2019-2020   | Miami        | 17 185 185 $  |
| 2020-2021   | Miami        | 15 000 000 $  |
| 2021-2022   | Warriors     | 2 641 691 $   |
| Total Gains |              | 187 965 950 $ |

## Pour approfondir
- Liste des joueurs en NBA ayant joué plus de 1 000 matchs en carrière.
- Liste des joueurs en NBA ayant joué le plus de matchs en playoffs.
- Liste des joueurs les plus assidus en NBA en carrière.
- Liste des meilleurs marqueurs en NBA en carrière.
- Liste des meilleurs intercepteurs en NBA en carrière.